# Schlacht am Wilson’s Creek
Die Schlacht am Wilson's Creek, auch bekannt als die Schlacht von Oak Hills, fand am 10. August 1861 während des Amerikanischen Bürgerkrieges nahe Springfield, Missouri zwischen Unionstruppen und der Nationalgarde (Missouri State Guard) statt. Es war die erste große Schlacht westlich des Mississippi. Die Schlacht war Namensgeberin der nahegelegenen Stadt Battlefield.Koordinaten: 37° 5′ 44,11″ N, 93° 24′ 36,3″ W

## Vorgeschichte der Schlacht
Nach dem Kriegsausbruch im Jahre 1861 rief US-Präsident Abraham Lincoln die Bundesstaaten, die sich nicht der Konföderation angeschlossen hatten, auf, die Union mit 75.000 Milizsoldaten zu unterstützen. Der Staat Missouri wurde aufgefordert, vier Regimenter zur Verfügung zu stellen. Gouverneur Claiborne F. Jackson, ein Sympathisant der Südstaaten, lehnte die Forderung brüsk als illegal ab. Stattdessen mobilisierte er Truppenteile der pro-südlichen Miliz und bat die Konföderation um Unterstützung mit Waffen und Munition, die er in Form von vier Kanonen erhielt. Mit diesen beabsichtigte er, das St. Louis Arsenal zu besetzen und die dort gelagerten Waffen zu erbeuten.
Der Kommandant des Arsenals, Hauptmann Nathaniel Lyon, war ein überzeugter Abolitionist. Er plante, mit den im Arsenal deponierten Waffen die paramilitärische, radikalrepublikanische Organisation der Wide Awakes auszurüsten. Mit etwa 1200 Mann, die hauptsächlich aus deutschen Immigranten und Mitgliedern der Wide Awakes bestand, umstellte Lyon die Milizionäre, die im Camp Jackson vor den Toren St. Louis ausgebildet wurden. Die Milizangehörigen ergaben sich und wurden als Gefangene durch St. Louis geführt, wobei es zum Camp-Jackson-Massaker kam, bei dem mindestens 28 Menschen getötet und etwa hundert verletzt wurden. Durch dieses Ereignis vertiefte sich die Kluft zwischen den Anhängern der Union und den Sympathisanten der Sezession, wobei die Union aufgrund des Massakers an Sympathien verlor. Abgesandte der Stadt St. Louis forderten Präsident Lincoln auf, Lyon abzuberufen. Lyon jedoch verfügte über gute Kontakte zu Generalpostmeister Montgomery Blair. Blair setzte die Beförderung Lyons zum Brigadegeneral durch. Lyon wurde das Oberkommando der Army of the West übertragen.
Im Juni 1861 traf sich Lyon mit Gouverneur Jackson, um die gegenseitigen Differenzen auszuräumen, was sich jedoch als aussichtslos erwies. Stattdessen wurde der Kriegszustand festgestellt. Lyon marschierte den Missouri flussaufwärts, um Jefferson City, die Hauptstadt Missouris, einzunehmen. Die treu zu Jackson stehende Nationalgarde wich mit der Legislative des Bundesstaates dicht verfolgt von der Army of the West in den Südwesten Missouris aus. Nach der Einnahme Jefferson Citys installierte sich eine nicht gewählte Pro-Unions-Regierung für Missouri.

## Vor der Schlacht
Die Army of the West bestand am 13. Juli 1861 aus acht Infanterie-Regimentern, zwei Kavalleriekompanien und zwei Artilleriebatterien aus Freiwilligen sowie acht Infanteriekompanien, drei Kavalleriekompanien und einer Artilleriebatterie des regulären US-Heeres und hatte Springfield erreicht.
Ende Juli 1861 erreichte Price mit der Missouri State Guard Cassville, Missouri 60 Meilen (100 km) südwestlich von Springfield und wurde durch die Brigadegeneräle Benjamin McCulloch und N. Bart Pearce verstärkt. McCulloch übernahm das Kommando und beabsichtigte, Springfield anzugreifen. Jedoch verließ Lyon am 1. August die Stadt, um seinerseits offensiv gegen die Südstaatler vorzugehen. 
Die Vorhuten beider Armeen lieferten sich am 2. August ein Scharmützel bei Dug Springs, Missouri, wobei die Vorhut der Union als Sieger hervorging. Lyon erkannte jedoch, dass die Konföderierten doppelt so stark wie seine Armee waren. Daraufhin wich er nach Springfield aus. McCulloch verfolgte Lyon und erreichte am 6. August den Raum an Wilson's Creek, zehn Meilen (16 km) südwestlich der Stadt.
Da er zahlenmäßig unterlegen war, plante Lyon, nach Rolla, Missouri auszuweichen, um sich zu verstärken und seine Truppen neu ausrüsten zu lassen. Um die konföderierte Verfolgung zu verzögern, wollte er zuvor die Konföderierten überraschend angreifen.
Oberst Franz Sigel, der Lyons Stellvertreter war, entwarf einen aggressiven Operationsplan, der die Teilung der Army of the West in zwei Angriffskolonnen vorsah. Sigel wollte ein Flankenmanöver mit 1200 Mann durchführen, während der Hauptteil der Unionstruppen unter Lyon aus Norden angreifen sollte. Lyon übernahm den Plan und die Army of the West verließ Springfield in der regnerischen Nacht des 9. August. Die entwickelte Taktik war gänzlich davon abhängig, dass das Überraschungsmoment genutzt werden konnte und der Überraschungsangriff gelang.
Interessanterweise plante der konföderierte General McCulloch seinerseits einen Überraschungsangriff auf die Stadt, verwarf dies jedoch aufgrund des starken Regens.

## Schlachtverlauf
Am 10. August um fünf Uhr morgens griff die Army of the West beim ersten Tageslicht an. Die Konföderierten wurden von diesem Angriff komplett überrascht. Lyons Streitmacht überrannte das Lager der Südstaatler und nahm einen Höhenzug ein, der als der Blutige Hügel (Bloody Hill) bekannt wurde.
Zunächst sah es so aus, als könnte die Unionsarmee einen vernichtenden Sieg erringen, jedoch wurden diese Hoffnungen zerschlagen, als die konföderierte Artillerie der Pulaski Arkansas Batterie in den Kampf eingriff, wodurch die Price-Infanterie Zeit bekam, Deckung zu nehmen und sich am südlichen Abhang des Hügels in Linien zu organisieren.
Sigels Plan war also anfangs erfolgreich und seine Flanke vernichtete die Missouri-Kavallerie, jedoch wurde Sigel von einem konföderierten Gegenangriff bei der Sharp Farm komplett überrascht. In diesem frühen Stadium des Bürgerkrieges waren die Uniformen der verfeindeten Armeen noch nicht standardisiert, sodass McCullochs konföderierte Truppe ganz ähnliche Uniformen trug wie Sigels Einheiten. Sigel hielt deswegen die vorrückenden Konföderierten für eine Verstärkung durch die Unionsarmee. Er verbot daher, das Feuer auf diese anrückende Armee zu eröffnen. Seinen Irrtum erkannte er erst, als es viel zu spät war.
Sigels Flanke wurde durch den Gegenangriff völlig verwüstet und Sigels Leute verließen fluchtartig das Schlachtfeld.
Durch den Zusammenbruch von Sigels Flanke bekam die konföderierte Missouri-Armee in der Schlacht die Oberhand. General Lyon war zu diesem Zeitpunkt bereits tot (er war der erste Unionsgeneral, der während des Bürgerkriegs fiel). Lyon war um 9 Uhr 30 am Blutigen Hügel durch einen Herzschuss tödlich verwundet worden, als er gerade seine Leute zu einer Attacke antreiben wollte. Major Samuel D. Sturgis übernahm das Kommando. Der Hauptteil der Army of the West befand sich noch in einer verteidigungsfähigen Position an der Spitze des Hügels, jedoch fehlte der Nachschub und die Moral der Soldaten sank. Um 11 Uhr morgens waren die Unionstruppen bereits dreimal von konföderierten angegriffen worden. Die Munition drohte auszugehen und die Soldaten waren erschöpft. Deshalb entschloss sich Major Sturgis zum Ausweichen.

## Nach der Schlacht
Die Verluste beider Seiten waren etwa gleich hoch. Obwohl die Konföderierten das Feld beherrschten, waren sie nicht in der Lage, die Army of the West auf deren Marsch nach Rolla zu verfolgen. Dieser Teil des Plans Lyons bzw. Sigels ging auf.
Nach der Schlacht übernahm Oberst Sigel vorübergehend das Kommando über die Army of the West anstelle des getöteten Brigadegenerals Lyon. Seine Truppenstärke nach der Schlacht gab er mit 3000 Mann Infanterie, 300 Mann Kavallerie und 13 Geschützen an. Die verbliebene Truppenstärke der Konföderierten nach der Schlacht gab er mit mindestens 20.000 an.
Die Konföderierten verblieben in Missouri, waren jedoch nicht mehr stark genug, die politisch wichtigen Städte des Bundesstaates einzunehmen. Missouri blieb deshalb unter der Kontrolle der Union.